# Крини (Драма)
Крини (грч. Κρήνη) је насељено место у општини Паранести у периферији Источна Македонија и Тракија, Грчка. Према попису из 2021. године било је 3 становника.
Крини је 1913. године имао 97 житеља Турака. Године 1923. турско становништво је принудно исељенo у Турску а на њихово место је насељено 20 грчких избегличких породица, којих је на попису из 1928. године било 83. Село се раније звало Ћуркчилер.